# Un calcio volante al mio demonio
Un calcio volante al mio demonio (邪神ちゃんドロップキック?, Jashin-chan Doroppukikku, lett. "Jashin-chan Dropkick") è un manga scritto e disegnato da Yukiwo. La serie ha iniziato la serializzazione nel web magazine Comic Meteor di Flex Comix il 25 aprile 2012. Venticinque volumi sono stati pubblicati al 13 giugno 2025. Un adattamento anime da parte dello studio Nomad è trasmesso in Giappone dal 10 luglio al 17 settembre 2018, con un episodio aggiuntivo trasmesso in streaming il 1º ottobre seguente. Una seconda stagione è andata in onda dal 6 aprile al 15 giugno 2020 mentre una terza è stata trasmessa dal 5 luglio al 20 settembre 2022.

## Trama
Una ragazza giapponese di nome Yurine Hanazono evoca dall'Inferno Jashin, un demone con l'aspetto di una donna serpente. Incapace di tornare all'Inferno da sola, Jashin passa ogni giorno cercando di uccidere inutilmente Yurine mentre trascorre del tempo con lei e vari conoscenti provenienti dal Paradiso e dall'Inferno.

## Personaggi

I protagonisti della serie. In primo piano: Koji e Yusa (a sinistra), Beth, Jashin e Yurine (al centro), Pekola, Poporon e Mei (a destra). In secondo piano: Persephone II (a sinistra), Medusa e Minos (al centro) e Demone A (in alto a destra)

Jashin-chan (邪神ちゃん?)
Doppiata da: Aina Suzuki
Una lamia egocentrica che è stata evocata dall'Inferno da Yurine. Possiede capacità rigenerative che le consentono di tornare in vita dopo che le sue azioni hanno portato Yurine a vendicarsi sanguinosamente di lei. Anche se sembra che Jashin sia una ragazza assolutamente immorale dato che manipola Medusa e prende in giro Pekola senza alcun rimpianto, in fondo è capace di fare buone azioni e vuole bene alle sue amiche intime. Tuttavia, come fa notare Yurine, Jashin si vergogna di questi suoi sentimenti e cerca di nasconderli per via della sua personalità da tsundere. Poporon la chiama spesso Jasmine (ジャスミン?, Jasumin).
Yurine Hanazono (花園 ゆりね?, Hanazono Yurine)
Doppiata da: Nichika Ōmori
Una ragazza umana che ha evocato Jashin sulla Terra. Si dimostra implacabile e sadica quando deve far pagare a Jashin il conto delle sue azioni, ma si dimostra generalmente gentile con gli altri personaggi. Essendo l'unico essere umano tra i personaggi principali, Yurine agisce spesso come voce della ragione e avatar dei lettori (del pubblico nell'anime), commentando sarcasticamente le buffonate e le sciocchezze degli altri personaggi che la circondano.
Medusa (メデューサ?, Medyūsa)
Doppiata da: Miyu Kubota
Una gorgone dell'Inferno nonché amica intima di Jashin; nonostante quest'ultima la veda più come una carta di credito da sfruttare a proprio piacimento. Comunque lei e Jashin si mostrano molto affezionate l'un l'altra a un livello tale che la loro relazione fa provare a Yurine la sensazione di una "relazione ragazzo-ragazza", con Jashin che spesso si comporta come un marito immorale che manipola costantemente sua "moglie" Medusa per il proprio tornaconto finanziario. Allo stesso tempo, il lato tenero di Medusa le permette di scoprire il buono nascosto in Jashin, che riesce a far sottolineare regolarmente il forte legame di interdipendenza che vi è fra le due. Quando si trova per le vie cittadine, indossa sempre un sacchetto di carta in testa per evitare di trasformare involontariamente le persone in pietra.
Pekola (ぺこら?, Pekora)
Doppiata da: Yurie Kozakai
Un angelo che ha perso la sua aureola e si è arenata sulla Terra. Spesso rischia di morire di fame perché non ha soldi con sé e si mostra un po' diffidente nell'accettare la gentilezza offertale da Yurine in quanto crede che quest'ultima sia una strega. In seguito viene presa in giro e viene spesso chiamata "Tajiri", il che porta le altre persone a presumere che quello sia il suo cognome quando in realtà è semplicemente il nome presente sul costume da bagno che ha preso in prestito da una sua collega.
Minos (ミノス?, Minosu)
Doppiata da: Chiaki Omigawa
Un minotauro femmina amica di Jashin. Nonostante il suo aspetto sia simile a quello di una mucca, non si fa scrupoli a mangiare carne di manzo.
Poporon (ぽぽろん?)
Doppiata da: Rico Sasaki
Una ex subordinata di Pekola che cerca di uccidere quest'ultima in modo che possa prendere il suo posto come angelo e godere di tutti i suoi privilegi. Tuttavia finisce anche lei per perdere i suoi poteri dopo che Jashin ha mangiato la sua aureola e così si ritrova a lavorare presso un negozio di ramen e come idol.
Persephone II (ペルセポネ2世?, Perusepone Ni-sei)
Doppiata da: Riho Iida
Una demone scesa sulla Terra per cercare Jashin. Le due in realtà sono finite nello stesso luogo in più occasioni ma non si sono mai accorte dell'altra. Ad un certo punto le due riescono finalmente ad incontrarsi e da allora è una presenza fissa nel gruppo di Jashin e Yurine. È la figlia di Ade e Persephone.
Mei Tachibana (橘芽 依?, Tachibana Mei)
Doppiata da: Natsuko Hara
Una giovane agente di polizia che si innamora a prima vista di Jashin e che cerca disperatamente di portarla a casa sua per aggiungerla alla sua collezione personale. Si riferisce a Jashin come Orochimaru e ama le creature mitologiche.
Yusa (遊佐?)
Doppiata da: Kazusa Aranami
Una yuki-onna che si prende cura di sua sorella minore Koji. Con quest'ultima si guadagna da vivere vendendo granite.
Koji (浩二?, Kōji)
Doppiata da: Miko Terada
La sorellina di Yusa, che Jashin soprannomina Kori-chan (氷ちゃん?, Kōri-chan). Il suo sangue crea dello sciroppo aromatizzato alla fragola mentre la sua urina ne produce uno al limone. Ha il viso simile a quello di una talpa, non sa parlare ed è stata rapita più volte da Mei.
Beth (ベート?, Bēto)
Doppiata da: M.A.O
Una Bestia del Gévaudan che Yurine tiene come animale domestico fuori dal suo appartamento.
Pino (ぴの?)
Doppiata da: Marina Yamada
Un'altra ex subordinata di Pekola che cerca di uccidere quest'ultima in modo che possa prendere il suo posto come angelo e godere di tutti i suoi privilegi. Tuttavia perde i suoi poteri quando Poporon spezza la sua aureola e finisce così per andare a lavorare come amministratrice del palazzo in cui abita Yurine.
Kyon-Kyon (キョンキョン?, Kyonkyon)
Doppiata da: Nanami Yamashita
Una ragazza jiangshi (vampiro cinese) dell'Inferno cinese che desidera diventare un'umana.
Ran-Ran (ランラン?, Ranran)
Doppiata da: Minami Tanaka
La sorella di Kyon-Kyon che è stata trasformata in un panda e ora vive nel vestito di Kyon-Kyon, anche se dimostra di essere in grado di uscire da esso a suo piacimento.
Lierre (リエール?, Riēru)
Doppiata da: Miharu Hanai
Un altro angelo proveniente dal Paradiso per far riscattare la reputazione di Pekola, Poporon e Pino.
Demone A (悪魔A?, Akuma A)
Doppiato da: Kōji Yusa
Un bafometto che funge da narratore nell'anime.
Atre (アトレ?, Atore)
Doppiata da: Rena Hasegawa
Hatsune Miku (初音 ミク?, Miku Hatsune)
Doppiata da: Saki Fujita
Una pop star basata sull'omonimo vocaloid (il cui software è stato utilizzato per darle voce) che si trova spesso a che fare con Jashin-chan e le sue amiche. Nell'anime le sue apparizioni sono ricorrenti e molto spesso fanno riferimento ai meme di Hatsune Miku (come ievan polkka) o film animati giapponesi (come Kiki - Consegne a domicilio).

## Media

### Manga

Logo originale della serie

La serie, scritta e disegnata da Yukiwo, viene pubblicata dal 25 aprile 2012 sulla rivista online Comic Meteor della Flex Comix. Il primo volume tankōbon è stato pubblicato il 12 maggio 2014 e al 13 giugno 2025 ne sono stati messi in vendita venticinque. Il 148º capitolo è stato rimosso dal sito ufficiale di Comic Meteor il 29 maggio 2019 a seguito di un attentato da parte di un uomo che ha ucciso e ferito diverse persone a bordo di un treno utilizzando un coltello; il capitolo in questione è stato così rimosso in quanto presentava uno dei personaggi armeggiare per l'appunto la medesima arma sempre a bordo di un treno.
Un manga spin-off di Shushu Yuki e intitolato Minos no Beef 100% (ミノスのビーフ100%?, Minosu no Bīfu 100-Pāsento), è stato pubblicato come one-shot il 29 agosto 2018 e successivamente ha iniziato la serializzazione dal 15 maggio 2019. I capitoli vengono raccolti in volumi tankōbon dall'11 aprile 2020.
In Italia la serie principale è stata annunciata a marzo 2023 da RW Edizioni che la pubblica sotto l'etichetta Goen dal 14 luglio 2023. La traduzione dei testi è stata curata da Teresa Gallicchio.
| Un calcio volante al mio demonio (25+ volumi) | |                        |                 |                        |
| 1                                             | 12 maggio 2014 | ISBN 978-4-86675-886-2 | 14 luglio 2023  | ISBN 978-88-9284-848-1 |
| 1                                             | Capitoli - 0. Evocazione - 1. Calcio volante mortale - 2. Arriva Azusa il numero due, poi muore - 3. Alla ricerca del libro perduto - 4. La seconda tecnica dell'omicidio - 5. Lei e' Medusa (prima parte) - 6. Lei e' Medusa (seconda parte) - 7. Magical ★ Jashin - 8. Jashin e la lancia - 9. Qualcosa di simile a un piede di porco - 10. Yurine al lavoro - 11. Ultra Happy Birthday - 12. Il demonio del ghiaccio: arriva Kori - 13. Medusa sale di livello - Extra. Jashin la mia waifu - Storia extra |                        |                 |                        |
| 2                                             | 12 giugno 2014 | ISBN 978-4-86675-888-6 | 28 luglio 2023  | ISBN 978-88-9284-837-5 |
| 2                                             | Capitoli - 14. L'angelo virtuoso: Pekora (Before) - 15. L'angelo virtuoso: Pekora (After) - 16. Il demonio del ghiaccio: arriva Yusa! - 17. Sono buone amiche - 18. Una morte istantanea, altamente velenosa - 19. Jashin in The Tofu bollito - 20. Happy Christmas - 21. È la bestia di Jevordan - 22. Jashin scende di livello - 23. Aura nera - 24. Lei è il mio ATM - 25. Cacciatrici di fragole - 26. La sospettata e' Jashin |                        |                 |                        |
| 3                                             | 12 dicembre 2014 | ISBN 978-4-86675-895-4 | 3 novembre 2023 | ISBN 978-88-9284-863-4 |
| 3                                             | Capitoli - 27. Il suo nome e' Orochimaru - 28. Arrampicata - 29. Medusa e' super arrabbiata - 30. Voglio mangiare una crocchetta di carne - 31. A spasso con Beth - 32. Demoni estivi - 33. Apparizione! La donna (serpente) che lancia la torta - 34. Orochimaru è la migliore - 35. La rana che osserva Jashin - 36. Una lancia di bambu' è più forte di un bombardiere - 37. La caduta di Pekora - 38. Un nuovo demone! Appare Minosse! - Extra 1. Gambero fritto - Extra 2. Meschina - Extra 3. Sensazione di disagio - Extra 3. Telepatia - Extra 4. Make Over - Extra 5. Regalo - Extra 6. Esercizio - Extra 7. Bento da 50 yen |                        |                 |                        |
| 4                                             | 12 giugno 2015 | ISBN 978-4-86675-902-9 | —               | —                      |
| 5                                             | 12 dicembre 2015 | ISBN 978-4-86675-909-8 | —               | —                      |
| 6                                             | 11 giugno 2016 | ISBN 978-4-86675-916-6 | —               | —                      |
| 7                                             | 12 dicembre 2016 | ISBN 978-4-86675-925-8 | —               | —                      |
| 8                                             | 12 giugno 2017 | ISBN 978-4-86675-934-0 | —               | —                      |
| 9                                             | 12 dicembre 2017 | ISBN 978-4-86675-945-6 | —               | —                      |
| 10                                            | 12 giugno 2018 | ISBN 978-4-86675-015-6 | —               | —                      |
| 11                                            | 9 agosto 2018 | ISBN 978-4-86675-022-4 | —               | —                      |
| 12                                            | 12 aprile 2019 | ISBN 978-4-86675-050-7 | —               | —                      |
| 13                                            | 12 ottobre 2019 | ISBN 978-4-86675-079-8 | —               | —                      |
| 14                                            | 11 aprile 2020 | ISBN 978-4-86675-103-0 | —               | —                      |
| 15                                            | 12 giugno 2020 | ISBN 978-4-86675-111-5 | —               | —                      |
| 16                                            | 11 dicembre 2020 | ISBN 978-4-86675-131-3 | —               | —                      |
| 17                                            | 11 giugno 2021 | ISBN 978-4-86675-152-8 | —               | —                      |
| 18                                            | 10 dicembre 2021 | ISBN 978-4-86675-180-1 | —               | —                      |
| 19                                            | 10 giugno 2022 | ISBN 978-4-86675-223-5 | —               | —                      |
| 20                                            | 12 dicembre 2022 | ISBN 978-4-86675-256-3 | —               | —                      |
| 21                                            | 12 maggio 2023 | ISBN 978-4-86675-286-0 | —               | —                      |
| 22                                            | 12 dicembre 2023 | ISBN 978-4-86675-326-3 | —               | —                      |
| 23                                            | 12 giugno 2024 | ISBN 978-4-86675-358-4 | —               | —                      |
| 24                                            | 12 dicembre 2024 | ISBN 978-4-86675-396-6 | —               | —                      |
| 25                                            | 13 giugno 2025 | ISBN 978-4-86675-440-6 | —               | —                      |
| Minos no Beef 100% (1+ volumi)                | |                        |                 |                        |
| 1                                             | 11 aprile 2020 | ISBN 978-4-86675-101-6 | —               | —                      |

### Anime
Annunciato il 7 dicembre 2017, un adattamento televisivo anime da 11 episodi da parte dello studio Nomad è stato trasmesso su BS-Fuji e relative reti affiliate dal 9 luglio al 17 settembre 2018. Hikaru Sato ha diretto la serie, Kazuyuki Fudeyasu ha supervisionato le sceneggiature che ha scritto insieme a Momoko Murakami. Makoto Koga è direttore sia del character designer che delle animazioni, e Yuki Kurihara e Yuzuru Jinma hanno composto la colonna sonora. La sigla di apertura Ano ko ni Dropkick (あの娘にドロップキック?, Ano musume ni Doroppukikku) è cantata da Aina Suzuki, Nichika Omori, Miyu Kubota, Yurie Kozakai, Chiaki Omigawa, Rico Sasaki e Riho Iida nei ruoli dei loro rispettivi personaggi. La sigla finale Home Sweet Home è interpretata da Yutaro Miura. I diritti per la distribuzione internazionale sono stati acquistati da Amazon Video che ha pubblicato la serie in versione sottotitolata in vari Paesi del mondo, tra cui l'Italia, dove è stata intitolata Un calcio volante al Mio Demonio!. Un episodio bonus è stato trasmesso in streaming esclusivamente su Amazon Video il 1º ottobre 2018. Un ulteriore episodio è stato annunciato a novembre 2019.
Una seconda stagione ha iniziato la produzione dopo che la prima è riuscita vendere oltre 2000 copie dei rispettivi volumi Blu-ray e DVD. La seconda stagione, intitolata Dropkick on My Devil!! Dash, è stata pubblicata comprendendo tutti gli 11 episodi il 6 aprile 2020 su Amazon Video in Giappone, mentre la trasmissione televisiva è avvenuta dal 6 aprile al 15 giugno 2020 a cadenza settimanale su Tokyo MX, Tochigi TV, Sun TV e Hokkaido Cultural Broadcasting. Al di fuori dell'Asia, Crunchyroll ha pubblicato la serie a livello internazionale in versione sottotitolata in vari Paesi del mondo, tra cui l'Italia. La sigla d'apertura è Toki toshite Violence (時としてバイオレンス?, Toki toshite Baiorensu) cantata da Halca mentre quella di chiusura è Love Satisfaction del gruppo Zamb.
In seguito è stato organizzato un evento di crowdfunding per la terza stagione. Successivamente fu annunciato che se l'obiettivo della raccolta fondi fosse stato raggiunto, la terza stagione "impiegherà più di un anno per la sua produzione" e il comitato di produzione "mirava a trasmettere la terza stagione nel 2022". L'obiettivo del crowdfunding è stato raggiunto in 33 ore, quindi la produzione della terza stagione ha ricevuto ufficialmente il via libera. La stagione, intitolata Dropkick on My Devil! X, è stata trasmessa dal 5 luglio al 20 settembre 2022. Taku Yamada si unisce a Hikaru Sato come regista, mentre Supa Love compone la colonna sonora. Crunchyroll ha pubblicato la serie a livello internazionale in versione sottotitolata in vari Paesi del mondo, tra cui l'Italia. La sigla d'apertura è Are kore Drastic (あれこれドラスティック?, Are kore Dorasutikku) cantata da Halca in collaborazione con Aina Suzuki mentre quella di chiusura è Ryūsenkei May Day (流線形メーデー?, Ryūsenkei Mē Dē) cantata dalla VTuber KAF e dalla cantante virtuale Kafu.
Ad inizio ottobre 2022, il sito ufficiale della serie ha annunciato una campagna di crowdfunding per la produzione di una serie di episodi OAV. A fine novembre dello stesso anno è stato comunicato dall'account Twitter ufficiale che è stata raggiunta la cifra di 30 milioni di yen e che verrà prodotto un OAV previsto per dicembre 2025.
Uno speciale televisivo, intitolato Dropkick on My Devil! Apocalypse Arc, è stato annunciato il 5 maggio 2023. Lo speciale è animato da Makaria ed è stato trasmesso su BS NTV il 26 dicembre 2023.

#### Episodi

##### Prima stagione
| Nº serie | Nº | Titolo italiano Giapponese 「Kanji」 - Rōmaji | In onda           | In onda |
| Nº serie | Nº | Titolo italiano Giapponese 「Kanji」 - Rōmaji | Giapponese        |         |
| 1        | 1  | Episodio 1 「第1話」 - Dai 1-wa | 9 luglio 2018     |         |
| 1        | 1  | Yurine Hanazono, una ragazza che ha evocato la lamia Jashin dall'Inferno, organizza un nabemono per Medusa la gorgone, Minos il minotauro e Pekola l'angelo. Tuttavia, Jashin, che non è in grado di tornare a casa a meno che non uccida Yurine, inizia a causare dei problemi comportandosi male ma viene presto punita da Yurine che inizia a torturarla. |                   |         |
| 2        | 2  | Episodio 2 「第2話」 - Dai 2-wa | 16 luglio 2018    |         |
| 2        | 2  | In una calda giornata d'estate, Jashin chiama la demone del ghiaccio Kori per rinfrescare l'appartamento di Yurine grazie ai suoi poteri. In seguito, Yurine cerca di aiutare Pekola che sta morendo di fame. Medusa fa successivamente visita a Yurine e le racconta un po' del suo rapporto con Jashin. |                   |         |
| 3        | 3  | Episodio 3 「第3話」 - Dai 3-wa | 23 luglio 2018    |         |
| 3        | 3  | Nel periodo che precede il Natale, Pekola continua a soffrire la fame in quanto non può permettersi del cibo di qualità e viene presa di mira da Jashin che le sottrae quel poco che ha. Yusa, un'altra demone del ghiaccio, si presenta a casa di Yurine per lamentarsi con Jashin per il comportamento che ha avuto nei confronti di sua sorella Kori. In seguito Jashin litiga con Medusa ma dopo un po' le due fanno pace in quanto la prima vede l'altra come la sua carta di credito personale. |                   |         |
| 4        | 4  | Episodio 4 「第4話」 - Dai 4-wa | 30 luglio 2018    |         |
| 4        | 4  | Dopo essere riuscita a sottrarre un raro giocattolo di un gashapon a un bambino, Jashin viene arrestata dall'autoproclamata super poliziotta Mei Tachibana, che sviluppa un'attrazione ossessiva nei suoi confronti. Più tardi, Medusa si arrabbia con Jashin perché le ha fatto uno scherzo di cattivo gusto ma poi le due fanno la pace. |                   |         |
| 5        | 5  | Episodio 5 「第5話」 - Dai 5-wa | 6 agosto 2018     |         |
| 5        | 5  | Yurine dona dell'altro cibo a Pekola ma quest'ultima esita perché non vuole accettare l'offerta di quella che considera una strega. Una volta che Yurine se ne è andata, Pekola decide di iniziare a mangiare per conto proprio ma scopre che Jashin ha già mangiato il suo pasto. Minos regala una bambola di mandragora a Yurine, la quale inizia subito ad affezionarsi per via del suono che riesce a creare, poi Jashin e Minos iniziano a litigare e la prima finisce accidentalmente per uccidere la mandragora. Mei inizia la sua consueta giornata di pattuglia e tenta nuovamente di rapire Jashin. A seguito di una dura giornata di lavoro part-time, Pekola scopre che la sua casa di cartone è stata completamente distrutta da Jashin mentre era ubriaca.                                                      |                   |         |
| 6        | 6  | Episodio 6 「第6話」 - Dai 6-wa | 13 agosto 2018    |         |
| 6        | 6  | Mentre prepara il curry, Jashin torna accidentalmente indietro nel tempo tramite un incantesimo e incontra le versioni più giovani di se stessa, Medusa e Minos, le quali la aiutano a tornare nel presente. Dopo aver visto Yusa e Kori allestire una bancarella di granite, Jashin cerca di competere con loro vendendo altre granite. Pekola viene avvicinata dalla sua ex apprendista Poporon, che tenta di ucciderla in modo che possa prendere il suo posto come angelo e di godere dei suoi privilegi. Tuttavia Pekola viene inaspettatamente salvata da Jashin che si è arrabbiata con Poporon che le ha fatto cadere a terra il curry che aveva con sé. |                   |         |
| 7        | 7  | Episodio 7 「第7話」 - Dai 7-wa | 20 agosto 2018    |         |
| 7        | 7  | Poporon tenta di vendicarsi di Jashin, ma quest'ultima le mangia l'aureola e perde i suoi poteri angelici. In seguito, Jashin si arrabbia quando scopre che Medusa ha apparentemente un'altra amica oltre a lei, ma poi si rende conto che si tratta solo di una storiella inventata dalla stessa Medusa per guadagnare più soldi per lei. In un'altra occasione, Jashin riceve una pozione dall'Inferno e dopo averla bevuta le crescono delle gambe umane, perciò sfrutta la situazione per andare ad un appuntamento con Medusa, la quale indossa delle lenti a contatto per evitare di pietrificare le persone quando le guarda negli occhi. Successivamente le due scoprono che le lenti a contatto indossate da Medusa hanno un effetto collaterale e così Jashin si vendica con il commerciante che gliele ha vendute. |                   |         |
| 8        | 8  | Episodio 8 「第8話」 - Dai 8-wa | 27 agosto 2018    |         |
| 8        | 8  | Jashin continua a perdere tutti i suoi soldi giocando al pachinko. Siccome Poporon è bloccata sulla Terra fino a quando la sua aureola non si rigenererà, Pekola propone di unire le forze per sopravvivere, ma la sua proposta viene ignorata. Più tardi, Yurine ha pietà di un piccolo oni che è stato chiamato per il Setsubun, mentre Jashin condivide del cibo con Pekola. Yurine poi si arrabbia con Jashin per aver speso tutti i soldi che le ha dato Medusa giocando d'azzardo. |                   |         |
| 9        | 9  | Episodio 9 「第9話」 - Dai 9-wa | 3 settembre 2018  |         |
| 9        | 9  | Jashin e Medusa si ritrovano coinvolte nel bel mezzo di una rapina in banca, mentre Minos si dedica alla sua frenetica vita quotidiana. Jashin scopre che Poporon lavora in un ristorante di ramen e in seguito mangia il budino di Yurine. Durante la notte, Jashin fa un incubo in cui lei e le altre sono inseguite dagli zombie. |                   |         |
| 10       | 10 | Episodio 10 「第10話」 - Dai 10-wa | 10 settembre 2018 |         |
| 10       | 10 | Mentre passeggia per le strade della città, Pekola è felice per aver guadagnato dei soldi ma dopo un po' finisce per farli cadere accidentalmente all'interno di una scatola per le offerte per beneficenza; in seguito scopre che si trattava di una truffa. Yusa e Kori chiedono a Yurine di provare il loro nuovo gelato. Pekola finisce per accettare un lavoro come guardia del corpo di Poporon, che adesso lavora come idol, e deve proteggerla da un fan molto arrabbiato nei suoi confronti. Medusa chiede a Jashin di insegnare a fare la cioccolata per San Valentino. |                   |         |
| 11       | 11 | Episodio 11 「第11話」 - Dai 11-wa | 17 settembre 2018 |         |
| 11       | 11 | Yurine ha la febbre e perciò è costretta a riposarsi per riprendere le forze. Jashin, nonostante abbia finalmente l’opportunità di ucciderla, chiede l'aiuto delle sue amiche per curarla. Le ragazze discutono della diversa durata della vita tra umani e demoni, poi organizzano una festa per andare a vedere la fioritura dei ciliegi. Jashin fa alcuni scherzi all'interno di una panetteria poi mentre cerca di restituire un palloncino rimasto impigliato tra i rami di un albero a un bambino, finisce involontariamente per volare via nello spazio con il palloncino. |                   |         |
| 12       | 12 | Episodio 12 「第12話」 - Dai 12-wa | 1º ottobre 2018   |         |
| 12       | 12 | Dopo essere ritornata dallo spazio, Jashin si preoccupa di quanto stia crescendo l'animale domestico di Yurine, Beth. Yurine invita le sue amiche a fare un viaggio in una spiaggia privata, e alla comitiva si unisce anche un altro demone di nome Persephone II. Jashin viene fatta prigioniera di un kraken e le altre tentano di salvarla, seppure con riluttanza. Determinata a vendicarsi di Yurine, Jashin indossa un'armatura da amazzone per combatterla mentre l'altra evoca una versione gigantesca di Beth, poi tutte quante si godono un barbecue insieme. |                   |         |

##### Seconda stagione
| Nº serie | Nº | Titolo italiano Giapponese 「Kanji」 - Rōmaji | In onda        | In onda |
| Nº serie | Nº | Titolo italiano Giapponese 「Kanji」 - Rōmaji | Giapponese     |         |
| 13       | 1  | Episodio 1 「第1話」 - Dai 1-wa | 6 aprile 2020  |         |
| 13       | 1  | Jashin ricorda il giorno in cui fu evocata da Yurine e si scopre che quest'ultima la chiamò sulla Terra senza un motivo particolare. Siccome Jashin non può tornare all'Inferno fino a quando la sua evocatrice non sarà morta, decide di scrivere il nome di Yurine sul Death NOT (una parodia di Death Note) per distrarla e poi tenta di ucciderla con il suo calcio volante ma fallisce. Pekola e Poporon incontrano Pino, un'altra servitrice angelo di Pekola che cerca di uccidere entrambe in quanto le ritiene due traditrici. |                |         |
| 14       | 2  | Episodio 2 「第2話」 - Dai 2-wa | 13 aprile 2020 |         |
| 14       | 2  | Pekola e Poporon fuggono dalla grinfie di Pino. Jashin scopre che alcuni utenti su Twitter la stanno prendendo in giro e perciò chiede a Medusa di acquistarle le "Gocce di chiaroveggenza" dall'Inferno per scoprire chi sono i responsabili, poi decide di punirli lanciandogli delle torte in faccia. Pekola continua a fuggire da Pino e cerca l'aiuto di Jashin ma non trova nessuno nell'appartamento. Poco dopo Poporon salva Pekola rompendo l'aureola di Pino, la quale viene costretta a sua volta a rimanere sulla Terra fino a quando non si rigenererà. Persephone II tenta di fare amicizia con Poporon, anche se quest'ultima vuole apparentemente sfruttarla per scalare i ranghi angelici. Pino diventa la nuova amministratrice del palazzo di Yurine e poco dopo Jashin scopre che si tratta di un angelo. |                |         |
| 15       | 3  | Episodio 3 「第3話」 - Dai 3-wa | 20 aprile 2020 |         |
| 15       | 3  | Le ragazze scelgono un soprannome a Persephone II e alla fine decidono di chiamarla Persina. Jashin e Yurine giocano a shōgi e la prima paragona i vari pezzi alle loro conoscenze. Yusa riferisce a Yurine e Jashin che sua sorella Kori è scomparsa ma si scopre che quest'ultima è stata rapita da Mei, la quale decide di riportarla da Yusa dopo aver parlato al telefono con Jashin. Le ragazze vanno a vedere una mostra dedicata agli yōkai e ad un certo punto queste iniziano a prendere in giro Jashin paragonandola ad uno di essi. Dopo aver svolto una gara di bevute con un uomo all'interno di un locale, Jashin va a dormire a casa di un'altra ragazza e questa chiama Yurine per farla venire a prendere. Jashin ha una carie a un dente ma non ha il coraggio di andare dal dentista, così si fa accompagnare da Yurine. |                |         |
| 16       | 4  | Episodio 4 「第4話」 - Dai 4-wa | 27 aprile 2020 |         |
| 16       | 4  | Yurine e Persephone II prendono in giro Jashin chiamandola "demone sapientone", poi Yurine propone di cambiare il titolo della serie. Mentre Persephone II pensa a cosa scrivere per un compito in cui deve spiegare cosa vuole fare in futuro, Yurine le dice che voleva fare la dittatrice. Jashin tenta nuovamente di uccidere Yurine ma invano, poi quest'ultima tenta di tirarle un calcio ma scivola, perciò decide di appendere l'altra al soffitto con un gancio metallico. Jashin si lamenta per la presenza di numerose tasse in Giappone e chiede a Pino e Poporon se le pagano anche loro, dopo aver confermato, le due le dicono che però in Paradiso non ci sono tasse da pagare. Jashin mangia il ramen di Persephone II e Minos e per scusarsi decide di invitare le due assieme a Pino e Poporon a mangiare la frittata di riso fatta da lei. Jashin, Yurine e le altre si recano ancora una volta in spiaggia privata e trascorrono una giornata piuttosto rocambolesca. Ad un certo punto dal mare emerge una bara contenente una jiangshi (un vampiro cinese) di nome Kyon-Kyon che dice di voler diventare un'umana. Dopo aver stretto amicizia, Yurine dice che Kyon-Kyon può venire tranquillamente con loro. |                |         |
| 17       | 5  | Episodio 5 「第5話」 - Dai 5-wa | 4 maggio 2020  |         |
| 17       | 5  | Jashin decide di comprare numerose confezioni di pane grazie all'aiuto delle altre ragazze per cercare di vincere delle borse per la spesa raffiguranti la volpe delle sabbie tibetana ma si rende conto che mangiare il medesimo cibo per tanto tempo può risultare monotono. Dopo essere riuscita nel suo intento, decide di fare un altro concorso, questa volta acquistando un gran numero di ramen in scatola, facendo capire alle altre che non ha imparato la lezione dalla volta scorsa. Jashin e Medusa raccontano a Yurine di un evento accaduto quando erano bambine. Alcuni milioni di anni prima, Medusa acquistò un astuccio a basso costo e alcuni compagni di classe iniziarono a prenderla in giro, così Jashin si precipitò a difenderla, facendo capire che ha sempre tenuto a lei nonostante non voglio ammetterlo. Durante il giorno di compleanno di Medusa, questa viene chiamata da Jashin che vuole farsi prestare altro denaro in quanto ha perso tutto quello che aveva al pachinko. In seguito Jashin dà un regalo a Medusa e questa scopre che si tratta di un costume da ninja. |                |         |
| 18       | 6  | Episodio 6 「第6話」 - Dai 6-wa | 11 maggio 2020 |         |
| 18       | 6  | A seguito di un concerto, Poporon dice a Pekola che intende fingersi amica di Persephone II per scalare i ranghi angelici. Arriva poi Persephone II e questa invita Poporon a mangiare del curry con lei mentre Pekola deve iniziare un altro lavoro part-time. Mentre passeggia per le strade della città, Kyon-Kyon cerca di aiutare una bambina a trovare sua madre. Poco dopo la madre della bimba prende con sé la figlia e le dice di diffidare degli sconosciuti e la cosa finisce per rattristare Kyon-Kyon. In seguito quest'ultima salva alcuni bambini da due bulli e stringe amicizia con loro, poi Jashin perde ancora una volta tutto il denaro che aveva dietro con sé al pachinko. Yurine insegna a Medusa come preparare gli hamburger e nel mentre la prima dice che la carne macinata che stanno utilizzando è quella di Jashin, cosa che viene però smentita alla fine quando la stessa Jashin torna a casa. |                |         |
| 19       | 7  | Episodio 7 「第7話」 - Dai 7-wa | 18 maggio 2020 |         |
| 19       | 7  | Pino prepara una torta di mele e decide di chiamarla "Il ragazzo dalle rosee guance ammantato con vesti dorate". Beth viene corteggiato da un'altra creatura che gli offre qualcosa di stomachevole da mangiare. Pino decide di fare sentire la sua torta a Yurine e Jashin e sempre in quest'occasione mangia la New York cheesecake di Jashin, poi Pino fugge via perché non può ammettere che un demone abbia preparato un dolce più buono del suo. Mino e Persephone II scoprono che Jashin ha venduto un sacchetto di spazzatura tramite un app e con loro grande sorpresa notano che qualcuno ha deciso di acquistare l'articolo. Jashin decide di raccogliere altri rifiuti per rivenderli, ma poi Yurine la obbliga a portarli fuori da casa sua. Yurine vende Jashin tramite l'applicazione e viene comprata da Mei che decide di aggiungerla alla propria collezione assieme a Kori. Jashin compra un modellino da montare e nota che rispetto a quelli che vendevano tantissimi anni prima è decisamente più semplice, poi tende un agguato a Yurine cercando di immobilizzarla con della colla ma il suo piano fallisce e Yurine si vendica. Kyon-Kyon inizia a lavorare presso una libreria e Jashin si presenta per regalarle del riso alle castagne ma la prima lo rifiuta perché è considerato uno dei punti deboli dei vampiri cinesi. Dopo che Jashin ha raccontato ciò che è successo con Kyon-Kyon, Yurine le fa complimenti per essere brava nei giochi di parole e si mette a ridere. |                |         |
| 20       | 8  | Episodio 8 「第8話」 - Dai 8-wa | 25 maggio 2020 |         |
| 20       | 8  | Jashin ricorda di come lei e Medusa hanno conosciuto Minos quando erano bambine. In seguito si rivela decisamente triste perché le due amiche sono andate al festival dell'Inferno e le mancano, anche se non vuole ammetterlo a Yurine. Presa dallo sconforto, decide di andarsi a mangiare un gelato fuori casa e chiede a Poporon se inizierebbe a sentirsi sola se un giorno Pekola dovesse tornare in Paradiso. Tornata a casa, Yurine decide di risollevare il morale di Jashin facendosi preparare un costume da demone, poi Minos, Medusa e Persephone II tornano dal festival e vanno fare visita alle due. |                |         |
| 21       | 10 | Episodio 9 「第9話」 - Dai 9-wa | 1º giugno 2020 |         |
| 21       | 10 | Medusa parte per un viaggio dalla durata di una settimana con la sua famiglia e dà a Jashin 100.000 yen ma quest'ultima finisce per perdere quasi tutti i soldi in scommesse all'ippodromo. Dopo aver perso anche tutto ciò che le restava al pachinko, incontra Kyon-Kyon e dà alla sorella Ran-Ran una caramella alla fragola che la fa tornare per breve tempo al suo aspetto normale ma poi quest'ultima ritorna nelle sue sembianze di panda a causa di una maledizione inflittagli in passato. Medusa porta a Yurine e Jashin alcune mele provenienti dall'Inferno che arrivano centinaia di anni dopo essere state ordinate; dopo averle mangiate Jashin inizia a provare vergogna nel girare nuda e così Yurine risolve la situazione seppellendola. La festa di Natale di un orfanotrofio è stata annullata a causa della mancanza di fondi sufficienti perciò Pekola tenta di guadagnare i soldi facendo beneficenza grazie all'inaspettato aiuto di Poporon che decide di cantare una canzone. Jashin trova nella libreria di Yurine il secondo grimorio che le consentirà di tornare finalmente all'Inferno e avvisa immediatamente Medusa, Minos e Persephone II, poi Yurine torna a casa. |                |         |
| 22       | 10 | Episodio 10 「第10話」 - Dai 10-wa | 8 giugno 2020  |         |
| 22       | 10 | Jashin vuole sapere da quanto tempo Yurine le ha tenuto nascosto il secondo grimorio e quest'ultima glissa l'argomento più volte. Jashin decide così di andare a fare un ultimo giro nel mondo degli umani, segue Pekola all'interno di un locale per bere qualcosa con lei e poi saluta Pino. Dopo essere tornata a casa, Yurine rivela a Jashin di non averle detto nulla del libro perché servono gli apocrifi che loro però non hanno e perciò il suo ritorno all'Inferno tramite incantesimo è al momento impossibile. Kyon-Kyon e Ran-Ran vanno a far visita a Yurine e Jashin e la prima racconta che Ran-Ran è stata trasformata in un panda a seguito di una maledizione da parte di un panda dotato di poteri soprannaturali incontrato in uno zoo. Jashin e le altre organizzano una battaglia a colpi di palle di neve in giardino ma la sfida si trasforma presto in uno scontro sanguinario dove l'anima di Jashin finisce per volare in cielo ma poi torna nel suo corpo grazie a un calcio volante. Alla fine tutti quanti i personaggi principali della serie fanno un'altra gara di palle di neve, questa volta normale, e si godono il tempo assieme. |                |         |
| 23       | 11 | Episodio 11 「第11話」 - Dai 11-wa | 15 giugno 2020 |         |
| 23       | 11 | Nella prima parte di questo episodio Jashin e Yurine si divertono a fare un riassunto degli eventi delle due stagioni modificando ed esagerando i contenuti delle singole puntate. Nella seconda parte Jashin canta una canzone sul Jinbōchō (ovvero il luogo in cui è ambientata la serie). |                |         |
| 24       | 12 | Episodio 12 「第12話」 - Dai 12-wa | 19 giugno 2020 |         |
| 24       | 12 | Sia gli angeli, accompagnati da una nuova arrivata di nome Lierre, che il gruppo di Yurine e Jashin organizzano separatamente un viaggio per andare a visitare Chitose. Dopo aver fatto un giro per la città, Jashin finisce per farsi mangiare da un cerbiatto la prenotazione per l'albergo in cui andranno ad alloggiare e lo insegue in una foresta. Nello stesso luogo, Lierre sta mettendo alla prova Poporon, Pekola e Pino facendole affrontare un orso per riscattarsi ai suoi occhi. Poco dopo arriva Jashin che colpisce inavvertitamente Pekola che perde i sensi e viene portata via dall'orso, poi la lamia decide di sfidare gli angeli in una gara in barca per ottenere la loro prenotazione dell'albergo. La competizione si conclude in parità e Yurine scopre che Jashin ha perso la prenotazione cartacea ma non vi è alcun problema in quanto l'aveva già fatta tramite Internet. Arrivate così alla residenza termale Marukoma, sia il gruppo di Yurine che quello di Lierre decidono di condividere la medesima stanza e il relativo bagno termale. Alla fine si scopre che l'orso ha portato Pekola nella sua tana e le sta facendo mangiare del pesce. |                |         |

##### Terza stagione
| Nº serie | Nº | Titolo italiano Giapponese 「Kanji」 - Rōmaji | In onda           | In onda |
| Nº serie | Nº | Titolo italiano Giapponese 「Kanji」 - Rōmaji | Giapponese        |         |
| 25       | 1  | Karuta dell'Armageddon X 「ハルマゲドンかるたX」 - Harumagedon Karuta X                                                                           | 5 luglio 2022     |         |
| 26       | 2  | Tutte le pillole sono caramelle dure 「錠剤は全てラムネです」 - Jōzai wa subete ramune desu                                                       | 12 luglio 2022    |         |
| 27       | 3  | Il fischietto mortale 「必殺ピロピロ」 - Hissatsu piropiro                                                                                        | 19 luglio 2022    |         |
| 28       | 4  | Come passare una vacanza da paura a Jinbocho 「邪な神保町の過ごし方」 - Yokoshimana Jinbōchō no sugoshikata                                       | 26 luglio 2022    |         |
| 29       | 5  | Amare ed essere amati da 30 milioni 「愛し愛され3000万」 - Aishi aisare 3000 man                                                                  | 2 agosto 2022     |         |
| 30       | 6  | Gilding Kamuy: Kushiro 「ギルティングカムイ釧路」 - Girutingu Kamui Kushiro                                                                       | 9 agosto 2022     |         |
| 31       | 7  | La forma del sorriso: ciò che ho trovato a Obihiro 「笑顔の形、帯広で見つけたもの」 - Egao no katachi, Obihiro de mitsuketa mono                  | 16 agosto 2022    |         |
| 32       | 8  | Cavalcare un delfino verso il caos 「イルカにノって大騒ぎ！ハラハラドキドキ南島原!」 - Iruka ni notte ōsawagi! Harahara dokidoki minamishimabara! | 23 agosto 2022    |         |
| 33       | 9  | Occhi color lavanda pieni di lacrime a Furano 「富良野に潤むラベンダー色の瞳」 - Furano ni urumu Rabendā-iro no hitomi                            | 30 agosto 2022    |         |
| 34       | 10 | Chiedi al cielo! Il mio nome è Jashin-chan! 「大空に聞け！私の名は邪神ちゃんですの！」 - Ōzora ni kike! Watashi no na wa Jashin-chan desu no!     | 6 settembre 2022  |         |
| 35       | 11 | Il centro donazioni di sangue di Jinbocho 「神保町献血センター」 - Jinbōchō kenketsu Sentā                                                        | 13 settembre 2022 |         |
| 36       | 12 | Un calcio volante per sempre 「ドロップキックは永遠に」 - Doroppukikku wa eien ni                                                                 | 20 settembre 2022 |         |

## Accoglienza
Christopher Farris di Anime News Network ha recensito la prima stagione completa dell'anime apprezzando le sue ambizioni comiche, il suo caratteristico stile artistico e il suo essere a volte molto divertente ma ha criticato la commedia nera in essa presente in quanto non potrebbe piacere a tutti e la grafica dalla qualità altalenante. Lo stesso recensore trattò anche la seconda stagione dell'anime, trovandola simile alla prima in quanto ad impostazione, con diverse battute molto divertenti e con un leggero miglioramento delle ambizioni di narrazione e della qualità grafica ma non era ancora in grado di aggiungere nuovi fan alle proprie schiere se a questi non fosse piaciuto lo stile già visto nella stagione precedente, alcuni segmenti duravano più del necessario e si lamentò della presenza del personaggio di Mei, di cui avrebbe fatto volentieri a meno. Farris tornò a parlare anche della terza stagione e affermò che la commedia era diventata più stravagante rispetto al passato e il crowdfunding e la collaborazione con Hokkaido le hanno permesso di distinguersi fortemente dalle precedenti in ambito grafico, quest'ultimo decisamente migliorato, ma continuava ad essere un'opera un po' di nicchia il cui livello di assurdità poteva finire per non essere apprezzato da molti spettatori e il cast di personaggi stava diventando affollato.
La terza stagione dell'anime ha vinto il premio Tokyo Anime Award 2023, classificandosi al primo posto tra 81 serie televisive.

### Controversie
La serie ha suscitato diverse polemiche poiché il consiglio comunale di Furano, luogo in cui è ambientata la serie, ha annunciato il 16 novembre 2022 di aver rifiutato di consegnare i fondi raccolti per la produzione della terza stagione per via dei "contenuti socialmente inaccettabili" presenti nell'episodio 9 trasmesso il 30 agosto 2022. Il comitato era diviso tra 7 membri a favore e 7 contro l'opportunità di consegnare i fondi, e con il voto decisivo del presidente, è stato deciso di negare di consegnare i 33 milioni di yen previsti al comitato di produzione dell'anime.